# Мужская сборная Германии по баскетболу
Сборная Германии по баскетболу — национальная баскетбольная команда, представляющая Германию на международной баскетбольной арене.
Команда была образована в 1934 году. Наиболее успешными достижениями являются золотые медали чемпионата мира 2023, золотые медали чемпионата Европы 1993, серебряные медали
чемпионата Европы 2005, бронзовые медали чемпионата мира 2002.

## История
После Второй мировой войны и до 1990 года выступала как сборная ФРГ.

### После объединения Германии
Перед объединением Германии в 1990 году, команда представляла ФРГ и имела успех в 1980-х, поскольку некоторые игроки сборной Германии играли в НБА. Поэтому, важные игроки как Детлеф Шремпф, Уве Блаб и Кристиан Вельп не всегда могли участвовать в международных и турнирах.

### Неожиданное золото на Евробаскете-1993
Летом 1993 года чемпионат Европы проходил в немецких городах Берлин, Карлсруэ и Мюнхен. Хозяев не относили к числу фаворитов. На первом групповом этапе немцы проиграли Эстонии (103-113), но затем обыграли Бельгию и Словению и вышли во второй групповой этап, который игрался в Берлине. Там последовали поражения от Франции и Хорватии. В решающем матче за выход в плей-офф немцы сумели обыграть Турцию (77-64).
Матчи плей-офф проходили в Олимпийском зале в Мюнхене. В четвертьфинале немцы в овертайме сумели победить испанцев (79-77), Кристиан Вельп набрал в этом матче 23 очка. В полуфинале немцы победили греков с разницей в три очка (76-73). 4 июля в финале Германия встретилась со сборной Россией и победила в упорном матче со счётом 71-70. 29-летний Кристиан Вельп, выступавший тогда за леверкузенский «Байер», был признан самым ценным игроком турнира и вошёл в символическую сборную. После этого неожиданного успеха немецкая пресса окрестила сборную «Командой года».

### Эра Дирка Новицки

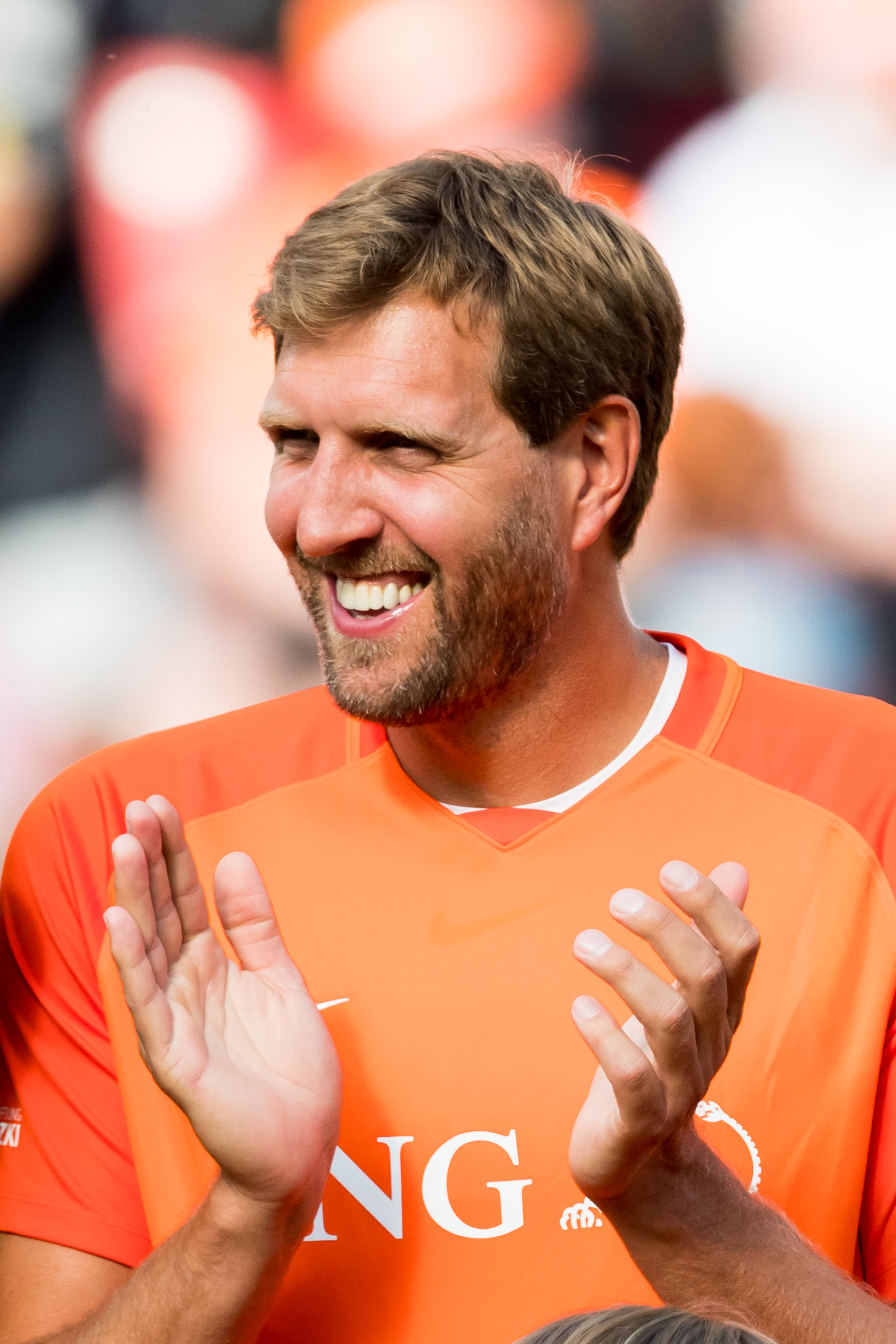
Дирк Новицки помог сборной Германии вернуться в мировую элиту

В конце 1990-х в НБА дебютировал молодой Дирк Новицки, который стал суперзвездой в «Даллас Маверикс». Он серьёзно усилил сборную Германии.
В 2001 году Германия играла против Турции, но проиграла. Затем в матче за третье место уступили Испании
Но успех пришёл в 2002 году, когда Новицки привел Германию к бронзовым медалям на чемпионате мира 2002 года. Новицки также стал MVP турнира.
Год спустя сборная провалила Евробаскет 2003, и не попала на Олимпийские игры 2004.
До Евробаскета 2005, ожиданий было немного. Состав был подвержен травмам, но Дирк Новицки повел немцев за собой до финала, но проиграли Греции. Новицки снова стал MVP турнира и немецкая пресса снова назвала её «Командой года».
На чемпионате мира 2006 года, ударно начали, но с большим трудом со счетом 78–77 прошли Нигерию, но дальше проиграли сборной США.
Германия попала на Олимпийские игры 2008 в Пекине, но не вышли из группы.

### Последний период Новицки и его уход из сборной
Чемпионат мира по баскетболу 2010 Германия провалила, и не вышла из легкой группы. На Евробаскета 2011 немцы также приняли участие, но не вышли из группы. Новицки принял участие в обоих турнирах, и после этого объявил об уходе из сборной.

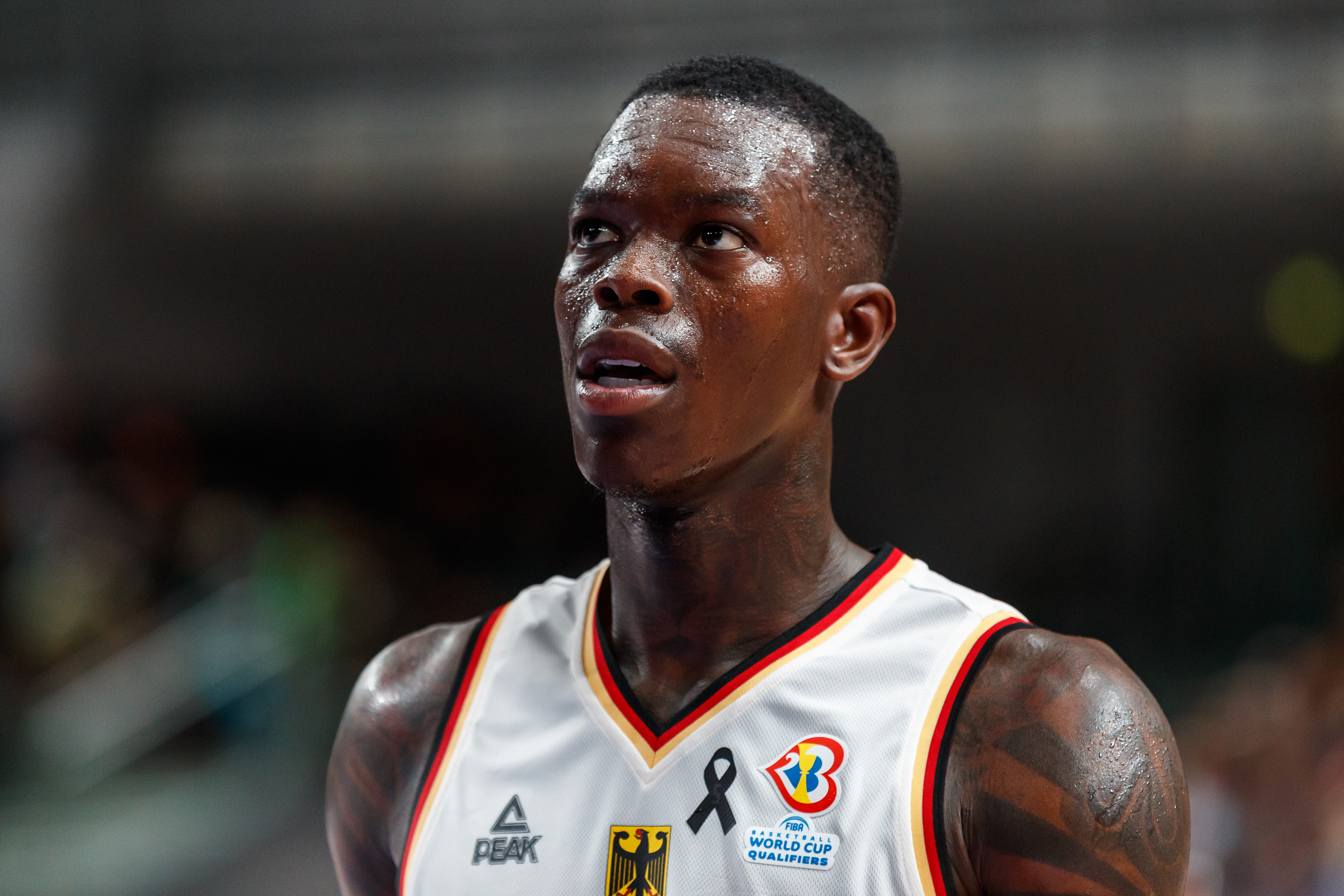
Деннис Шрёдер стал лидером сборной Германии с середины 2010-х годов

На Евробаскете 2013, после ухода Новицки, немцы снова не вышли из группы.

### Возвращение Новицки
Германия прошла отбор на Евробаскет 2015, несмотря на два поражения от сборной Польши. В сентябре Дирк Новицки заявил о своём возвращении в сборную к этому турниру. Сборная попала в "группу смерти", с Испанией, Италией, Турцией, Сербией и Исландией. Германию снова постигла неудача, а Дирк Новицки в январе 2016 года снова закончил карьеру в сборной.

### Эра Херберта
В 2021 года главным тренером становится канадец Гордон Херберт. За время работы привёл команду к бронзовым медалям на чемпионате Европы 2022 года, к золоту чемпионата мира 2023 года, и занял 4 место на Олимпийских играх 2024 года. После Олиспиады покинул команду, возглавив «Баварию».

## Состав
| Перейти к шаблону «Состав сборной Германии по баскетболу» | Состав сборной Германии по баскетболу |  |

| Поз. | №  | Имя                | Дата рождения (возраст)   | Рост   | Клуб                |
| ---- | -- | ------------------ | ------------------------- | ------ | ------------------- |
| ЛФ   | 0  | Исаак Бонга        | 8 ноября 1999 (24 года)   | 203 см | Партизан            |
| ТФ   | 1  | Оскар да Силва     | 21 сентября 1998 (25 лет) | 206 см | Барселона           |
| РЗ   | 4  | Маодо Ло           | 31 декабря 1992 (31 год)  | 191 см | Олимпия Милан       |
| Ф    | 5  | Нильс Гиффей       | 8 июня 1991 (33 года)     | 200 см | Бавария             |
| З    | 6  | Ник Уайлер-Бэбб    | 12 декабря 1995 (28 лет)  | 196 см | Бавария             |
| Ц    | 7  | Йоханнес Фойгтманн | 30 сентября 1992 (31 год) | 211 см | Олимпия Милан       |
| З/Ф  | 9  | Франц Вагнер       | 27 августа 2001 (22 года) | 208 см | Орландо Мэджик      |
| Ф/Ц  | 10 | Даниель Тайс       | 4 апреля 1992 (32 года)   | 203 см | Нью-Орлеан Пеликанс |
| Ф/Ц  | 13 | Мориц Вагнер       | 26 апреля 1997 (27 лет)   | 211 см | Орландо Мэджик      |
| РЗ   | 17 | Деннис Шрёдер (К)  | 15 сентября 1993 (30 лет) | 185 см | Бруклин Нетс        |
| ТФ   | 32 | Йоханнес Тиман     | 9 февраля 1994 (30 лет)   | 205 см | Гумма Крейн Тандерз |
| АЗ   | 42 | Андреас Обст       | 13 июля 1996 (28 лет)     | 191 см | Бавария             |

## Известные игроки

#### Центровые
- Кристиан Вельп (1964—2015) — игрок НБА; забил победный штрафной на Евробаскете 1993, чемпион и MVP Евробаскета 1993
- Шон Брэдли (род. 1972) — более 800 матчей в НБА, натурализованный немец, участник Евробаскета 2001
- Патрик Фемерлинг (род. 1975) – победитель Евролиги 2003, медалист чемпионата мира 2002 и Евробаскета 2005
- Крис Каман (род. 1982) – более 700 матчей в НБА; натурализованный немец, участник Олимпийских игр 2008 и Евробаскета 2011
- Тибор Плайсс (род. 1989) – участник Евробаскетов в 2009, 2011, 2013, 2015 годах и чемпионата мира 2010

#### Форварды
- Детлеф Шремпф (род. 1963) – первая немецкая звезда НБА, сыграл более 1100 матчей в НБА в 1985—2001 годах, участник 3 Матчей звёзд.
- Дирк Новицки (род. 1978) – легенда «Даллас Маверикс», чемпион НБА 2011, MVP НБА 2007 года, участник 13 Матчей звёзд, шестой снайпер в истории НБА, MVP чемпионата мира 2002 и Евробаскета-2005
- Даниель Тайс (род. 1992) — более 300 матчей в НБА, с 2022 года играет за клуб «Индиана Пэйсерс»
- Макси Клебер (род. 1992) — более 300 матчей в НБА в составе «Даллас Маверикс»

#### Защитники
- Хенрик Рёдль (род. 1969) — многолетний лидер «Альба Берлин», чемпион Европы 1993 года
- Деннис Шрёдер (род. 1993) — сыграл более 600 матчей в НБА, с 2022 года выступает за «Хьюстон Рокетс».

## Статистика выступлений

### Евробаскет
| Год  | Позиция             | Турнир          | Хозяин              |
| ---- | ------------------- | --------------- | ------------------- |
| 1951 | 12                  | Евробаскет 1951 | Франция             |
| 1953 | 14                  | Евробаскет 1953 | СССР                |
| 1955 | 17                  | Евробаскет 1953 | Венгрия             |
| 1957 | 13                  | Евробаскет 1957 | Болгария            |
| 1959 | 14 (ГДР)            | Евробаскет 1959 | Турция              |
| 1961 | 16 (ФРГ) / 12 (ГДР) | Евробаскет 1961 | Югославия           |
| 1963 | 6 (ГДР)             | Евробаскет 1963 | Польша              |
| 1965 | 14 (ФРГ) / 10 (ГДР) | Евробаскет 1965 | СССР                |
| 1967 | 14 (ГДР)            | Евробаскет 1967 | Финляндия           |
| 1971 | 9                   | Евробаскет 1971 | ФРГ                 |
| 1981 | 10                  | Евробаскет 1981 | Чехословакия        |
| 1983 | 8                   | Евробаскет 1983 | Франция             |
| 1985 | 5                   | Евробаскет 1985 | ФРГ                 |
| 1987 | 6                   | Евробаскет 1987 | Греция              |
| 1993 | 1                   | Евробаскет 1993 | Германия            |
| 1995 | 10                  | Евробаскет 1995 | Греция              |
| 1997 | 12                  | Евробаскет 1997 | Испания             |
| 1999 | 7                   | Евробаскет 1999 | Франция             |
| 2001 | 4                   | Евробаскет 2001 | Турция              |
| 2003 | 9                   | Евробаскет 2003 | Швеция              |
| 2005 | 2                   | Евробаскет 2005 | Сербия и Черногория |
| 2007 | 5                   | Евробаскет 2007 | Испания             |
| 2009 | 11                  | Евробаскет 2009 | Польша              |
| 2011 | 9                   | Евробаскет 2011 | Литва               |
| 2013 | 17                  | Евробаскет 2013 | Словения            |
| 2015 | 18                  | Евробаскет 2015 | Германия            |
| 2017 | 6                   | Евробаскет 2017 |                     |
| 2022 | 3                   | Евробаскет 2022 | Германия            |

### Олимпийские игры
| Год  | Позиция | Турнир                       | Столица Олимпийских игр |
| ---- | ------- | ---------------------------- | ----------------------- |
| 1972 | 12      | Летние Олимпийские игры 1972 | Мюнхен, ФРГ             |
| 1984 | 8       | Летние Олимпийские игры 1984 | Лос-Анджелес, США       |
| 1992 | 7       | Летние Олимпийские игры 1992 | Барселона, Испания      |
| 2008 | 10      | Летние Олимпийские игры 2008 | Пекин, КНР              |
| 2020 | 8       | Летние Олимпийские игры 2020 | Токио, Япония           |
| 2024 | 4       | Летние Олимпийские игры 2024 | Париж, Франция          |

### Чемпионаты мира
| Год  | Позиция | Турнир                            | Хозяин                     |
| ---- | ------- | --------------------------------- | -------------------------- |
| 1986 | 16      | Чемпионат мира по баскетболу 1986 | Испания                    |
| 1994 | 12      | Чемпионат мира по баскетболу 1994 | Канада                     |
| 2002 | 3       | Чемпионат мира по баскетболу 2002 | США                        |
| 2006 | 8       | Чемпионат мира по баскетболу 2006 | Япония                     |
| 2010 | 17      | Чемпионат мира по баскетболу 2010 | Турция                     |
| 2019 | 18      | Чемпионат мира по баскетболу 2019 | Китай                      |
| 2023 | 1       | Чемпионат мира по баскетболу 2023 | Филиппины/Индонезия/Япония |